# 1998年歐洲各共同體（修訂）法令
《1998年歐洲各共同體（修訂）法令》（英語：European Communities (Amendment) Act 1998；c. 21）是一條英國國會法令，屬《1972年歐洲各共同體法令》的第三次修訂，將1997年10月2日簽署的《阿姆斯特丹条约》收納英國本地法律。本法令在1998年6月11日獲御准。
本法令在2020年1月31日被《2018年歐洲聯盟（脫離）法令》廢除。